# John L. Helm
Pour l’article homonyme, voir Helm.
John LaRue Helm, né le 4 juillet 1802 dans le comté de Hardin et mort le 8 septembre 1867 à Elizabethtown, est un homme politique américain, membre du Parti démocrate.
Il est le 18e et 24e gouverneur du Kentucky.